# Clotilde Hesme
Clotilde Hesme (Troyes, 30 de julho de 1979) é uma atriz francesa conhecida por protagonizar os filmes Les amants réguliers, de Philippe Garrel  e Les Chansons d'amour de Christophe Honoré, além da série Lupin do Netflix.

## Biografia
Clotilde Hesme nasceu em Troyes, Aube, uma cidade no interior da França , filha de funcionários públicos, é irmã das também atrizes Annelise Hesme e Élodie Hesme. Ela estudou no  "Conservatoire national supérieur d'art dramatique" e fez várias peças de teatro. Seu primeiro trabalho fora do teatro foi em 1999 no curta-metragem Dieu, que la nature est bien faite!.
Em 2002 estreou no cinema com o filme de Jérôme Bonnell "Le Chignon d'Olga". Mas seu primeiro papel de destaque foi em 2005 no filme de Philippe Garrel, "Les amants réguliers", com Louis Garrel onde juntos interpretaram os protagonistas as voltas com a revolução no maio de 1968.
Em 2007 voltou a trabalhar com Louis Garrel, no musical de Christophe Honoré "Les Chansons d'amour", que é até hoje seu filme mais conhecido e pelo qual foi nomeada ao seu primeiro César de Atriz Revelação, o filme conta a estória de um triangulo amoroso que vê seu futuro destruído após um fim trágico, todos os atores realmente cantaram no filme. Fez uma pequena participação no filme seguinte do diretor La Belle Personne.
Em 2010 fez o filme português Mistérios de Lisboa, com Ricardo Pereira, Léa Seydoux e Adriano Luz. Em 2011 fizeram um ama mini-série baseada no filme.
Em 2012 ganhou um César de Melhor Atriz pelo seu elogiado papel no filme francês de Alix Delaporte, "Angèle et Tony".
Em 20

## Carreira
| Ano       | Título                                                  | Título em português                             | Papel                 | Nota                                                                            |
| --------- | ------------------------------------------------------- | ----------------------------------------------- | --------------------- | ------------------------------------------------------------------------------- |
| 1999      | Dieu, que la nature est bien faite!                     |                                                 | Copine                | Curta                                                                           |
| 2002      | Le chignon d'Olga                                       |                                                 | Marion                |                                                                                 |
| 2004      | Focus                                                   |                                                 | Lucie                 |                                                                                 |
| 2004      | À ce soir                                               |                                                 | Mathilde              | Curta                                                                           |
| 2005      | Les amants réguliers                                    | br: Amantes Constantes pt: Os Amantes Regulares | Lilie                 |                                                                                 |
| 2006      | Comment on freine dans une descente?                    |                                                 | Nadine                | Curta                                                                           |
| 2007      | Les Chansons d'amour                                    | br: Canções de Amor pt: As Canções de Amor      | Alice                 | SACD Awards de Atriz Revelação Indicada - Prêmio César de Atriz mais promissora |
| 2007      | La paire de chaussures                                  |                                                 | Gabrielle             |                                                                                 |
| 2007      | Le fils de l'épicier                                    |                                                 | Claire                |                                                                                 |
| 2007      | 24 mesures                                              |                                                 | Damia                 |                                                                                 |
| 2007      | Enfances                                                |                                                 | Gabrielle             |                                                                                 |
| 2008      | La Belle Personne                                       | br: A Bela Junie pt: A Bella Junie              | Mme. de Tournon       |                                                                                 |
| 2008      | De la guerre                                            |                                                 | Louise                |                                                                                 |
| 2008      | Les liens du sang                                       | br: Laços de Sangue pt: Laços de Sangue         | Corinne               |                                                                                 |
| 2009      | La seconde surprise de l'amour                          |                                                 | La marquise           | Tele-filme                                                                      |
| 2009      | Angelo, tyran de Padoue                                 |                                                 | Tisbé                 | Tele-filme                                                                      |
| 2009      | Les derniers jours du monde                             |                                                 | Iris                  |                                                                                 |
| 2009      | Suite noire                                             |                                                 | Rebecca               |                                                                                 |
| 2010      | Mistérios de Lisboa                                     |                                                 | Elisa de Montfort     |                                                                                 |
| 2011      | Angèle et Tony                                          | br: Angèle e Tony pt: Angèle e Tony             | Angèle                | César de melhor atriz                                                           |
| 2012      | Trois mondes                                            | br: 3 Mundos pt: 3 Mundos                       | Juliette              |                                                                                 |
| 2012-2015 | Les Revenants                                           |                                                 | Adele                 |                                                                                 |
| 2013      | La collection - Ecrire pour... le jeu des sept familles |                                                 | Anna                  |                                                                                 |
| 2014      | Pour une femme                                          |                                                 | Madeleine             |                                                                                 |
| 2014      | Le souffleur de l'Affaire                               |                                                 | Sarah Bernhardt       |                                                                                 |
| 2014      | Le Dernier Coup de marteau                              |                                                 | Nadia                 |                                                                                 |
| 2015      | Eva & Leon                                              |                                                 | Eva                   |                                                                                 |
| 2016      | Chocolat                                                |                                                 | Marie                 |                                                                                 |
| 2016      | Une Vie                                                 |                                                 | Gilberte de Fourville |                                                                                 |
| 2017      | Diane a les épaules                                     |                                                 | Diane                 |                                                                                 |
| 2021      | Lupin                                                   |                                                 | Juliette Pellegrini   |                                                                                 |